# Степное Анненково
Степное Анненково — село, административный центр Анненковского сельского поселения Цильнинского района Ульяновской области России. 

## География
Находится на расстоянии примерно 14 километров на юг-юго-запад по прямой от районного центра села Большое Нагаткино. 

## Название
Название села обусловлено степной местностью и фамилией владельцев. Использовались и альтернативные названия: Черемховый Ключ, Новая Степная. 

## История
Основано в конце XVII века. Основателем села Анненкова был синбирянин Дорофей Петров Микулин. Он построил "на враге Черемховом ключе" деревню "Новую Степную". В 1678 году у него здесь было 7 дворов задворных людей и 6 дворов крестьянских, в них 59 человек. 
В XVIII веке селом владел Фёдор Алексеевич Грибоедов, дед Александра Грибоедова (по материнской линии). 
В 1780 году, при создании Симбирского наместничества, село Воскресенское Черемоховой ключ тож, оно же называется Степное Анненково, при ключе, помещичьих крестьян, вошло в Симбирский уезд. Здесь же деревня Степная, при ключе, помещичьих крестьян. 
В 1828 году, помещиком Гавриилом Нейковым была построена каменная, малого размера, церковь с престолом во имя св. великомученицы Екатерины, возобновленный в 1848 и 1862 гг. В 1858 году была построена вторая деревянная церковь, с престолом в честь Воскресения Христова,  
В 1859 году в селе Анненково (Воскресенское, Черемховый ключ), по тракту из г. Симбирска в с. Астрадамовку, в 1-м стане Симбирского уезда Симбирской губернии, было: две церкви, два конных завода, две маслобойни. 
В 1913 году в селе было 422 двора, 2514 жителя, 2 церкви, 2 часовни, школа. 
В конце советского периода — центр совхоза «Анненковское», позже АО. 
С 2005 года — административный центр Анненковского сельского поселения. 

## Население
Население составляло: в 1780 г. - 253 чел.;  627 человек в 2002 году (русские 95%), 713 по переписи 2010 года.

## Известные уроженцы, жители
- Горин Ефим Евграфович — выдающийся изобретатель-самоучка[10].

- Трунилин Сергей Иванович — помощник командира стрелкового взвода 336-го гвардейского стрелкового полка, гвардии старший сержант — на момент представления к награждению орденом Славы 1-й степени. Один из немногих полных кавалеров ордена Славы, награждённых четырьмя орденами.
- Афанасьев Фёдор Степанович — советский военачальник.
- Николай Розов — протоиерей, священномученик, с 1898 по 1904 — диакон храма и заведующий двух церковно-приходских школ и преподаватель Закона Божия в земской школе[11].
- Андрианов, Виктор Иванович — советский хозяйственный, государственный и политический деятель, Герой Социалистического Труда[12].